# Montesia elegantula
Montesia elegantula là một loài bọ cánh cứng trong họ Cerambycidae.